# (21426) Davidbauer
(21426) Davidbauer (1998 FP93) – planetoida z grupy pasa głównego asteroid okrążająca Słońce w ciągu 3,54 lat w średniej odległości 2,32 j.a. Odkryta 24 marca 1998 roku.